# The Cremaster Cycle
The Cremaster Cycle är en serie om fem konstnärliga filmer skapade av Matthew Barney under åren 1994-2002. Filmerna fokuserar på myter och symboler, har mycket begränsad dialog och har betecknats som avantgardistiska. 
- Cremaster 1 (1995)
- Cremaster 2 (1999)
- Cremaster 3 (2002)
- Cremaster 4 (1994)
- Cremaster 5 (1997)